# شوردرق
شوردرق یکی از روستاهای استان آذربایجان شرقی است که در دهستان میشاب شمالی بخش مرکزی واقع شده‌است.